# Intruders – Die Eindringlinge
Intruders – Die Eindringlinge (Originaltitel: Intruders) ist eine US-amerikanische Fernsehserie von Glen Morgan mit John Simm und Mira Sorvino in den Hauptrollen, die auf dem Roman The Intruders von Michael Marshall Smith basiert und für den US-Kabelsender BBC America produziert wurde. Aufgrund vergleichsweise schwacher Einschaltquoten wurde die Serie nach einer achtteiligen Staffel wieder eingestellt.

## Inhalt
Jack Whelan ist ein früherer Detective des LAPD, der damit beauftragt wird, mysteriöse Vorkommnisse zu untersuchen. Nachdem seine Suchen immer wieder von Rückschlägen zurückgeworfen werden, gelingt ihm ein Durchbruch, nachdem er mehr über eine Geheimgesellschaft namens Qui Reverti herausgefunden hat, deren Mitglieder es sich zur Aufgabe gemacht haben, zur Unsterblichkeit zu gelangen, was sie durch Eindringen ihres Geistes in die Körper anderer erreichen wollen.

## Besetzung
- John Simm[6] als Jack Whelan, früherer Detective des LAPD
- Mira Sorvino[7] als Amy Whelan, Jacks Ehefrau
- Tory Kittles als Gary Fischer, ein High-School-Freund von Jack
- James Frain als Richard Shepherd, ein geheimnisvoller Auftragsmörder, der sich als FBI-Agent tarnt
- Millie Bobby Brown als Madison, ein 9-jähriges Mädchen, durch das Marcus Fox wieder zum Leben „erweckt“ wird, indem sein Geist Kontrolle über Madisons Körper übernimmt. Im Gegensatz zu anderen übernommenen Personen hat er bei ihr das Problem, sie nicht unter Kontrolle halten zu können, da sie sich ständig zur Wehr setzt.